# Portbygning
 Ikke at forveksle med Vagthus.
En portbygning er en form for befæstet port, en bygning til en adgangskontrolsted, der omslutter eller ledsager en byport, et religiøst hus, en fæstning et slot, en herregård eller en anden vigtig befæstning. Der er talrige overlevende eksempler i Frankrig, Østrig, Tyskland, England og Japan.

## Historie
Portbygninger opstod første gang i oldtiden, da det blev nødvendigt at beskytte hovedindgangen til en borg eller by. Berømte tidlige eksempler er blandt andet Ishtarporten i Babylon. Med tiden udviklede de sig til meget komplekse strukturer med flere forsvarslag. Romerne begyndte at opføre befæstede mure og bygninger over hele Europa, såsom Den Aurelianske Mur i Rom med porte som Porta San Paolo og Porta Nigra i de gamle forsvarsværker i Trier i Tyskland.
Stærkt befæstede portbygninger indeholdt typisk en vindebro, en eller flere faldgitre, machicouliser, skydeskår og eventuelt mordhuller, hvorfra man kunne kaste sten ned på angribere. I nogle borge var portbygningen så stærkt befæstet, at den overtog funktion som keep og blev omtalt som en "portkeep". I senmiddelalderen kunne nogle af disse skydeskår til bue og pil eller armbrøst omdannes til skydehuller til ildvåben.
Bymure kunne også have portbygninger – eksempelvis Monnow Bridge i Monmouth. York har fire store portbygninger, kendt som “Bars”, i sin bymur, bl.a. Micklegate Bar.
Det franske ord for portbygning er logis-porche. Det kunne enten være en stor og kompleks bygning, der fungerede både som port og bolig, eller blot en port gennem en indhegnet mur. En meget stor portbygning kunne kaldes et châtelet ("lille borg").
Mod slutningen af middelalderen blev mange portbygninger i England og Frankrig ombygget til prægtige og dekorative indgange til herregårde og godser. Disse blev ofte fritstående eller forbundet til hovedbygningen med en mur og havde mistet deres militære funktion – nu handlede det om at skabe en harmonisk og imponerende indgang til residensen.

## Eksempler

### England
- Bargate, Hampshire – en middelalderlig portbygning i Southamptons bymidte, opført i 1180 som del af bymuren.[6][7]
- Ightham Mote, Kent – har en markant portbygning fra 1200- og 1300-tallet.
- Durham Castle, Durham – har en portbygning fra 1000-tallet, som i dag bruges som kollegium under University College, Durham.[8]
- Layer Marney Tower – et højdepunkt inden for tudorstilens portbygninger.[9]
- Stokesay Castle, Shropshire – har en portbygning i bindingsværk opført i jakobitter-stil.[10][11]
- Stanway House, Gloucestershire – portbygningen måler 44 x 22 fod og har tre etager.
- Westwood House, Worcestershire – 54 fod bred facade og to etager.
- Burton Agnes Hall, Yorkshire – har tre etager og flankeres af ottekantede tårne.[12]
- Hylton Castle, Sunderland – en egentlig borg opført i stil med en klassisk portbygning (bygget med fokus på komfort, ikke forsvar).[13]

### Frankrig
- Château de Châteaubriant – to portbygninger (1200- og 1300-tallet) til henholdsvis forborg og indre borggård.
- Château de Suscinio, Morbihan, Bretagne – stor portbygning i logis-porte-stil fra 1400-tallet.
- Château de Trécesson, Morbihan, Bretagne – enkel portbygning fra 1300-tallet på voldgravsomkranset herregård.
- Château de Vitré, Ille-et-Vilaine, Bretagne – stor portbygning (châtelet) fra 1400-tallet.

### USA
- Latrobe Gate, Washington, D.C. – portbygning i græsk nyklassicisme og italieniseret stil fra 1806.
- Lorraine Park Cemetery Gate Lodge, Maryland – Queen Anne-stil fra 1884, bygget i sten og træ.